# اتحاد ژاپن و بریتانیا

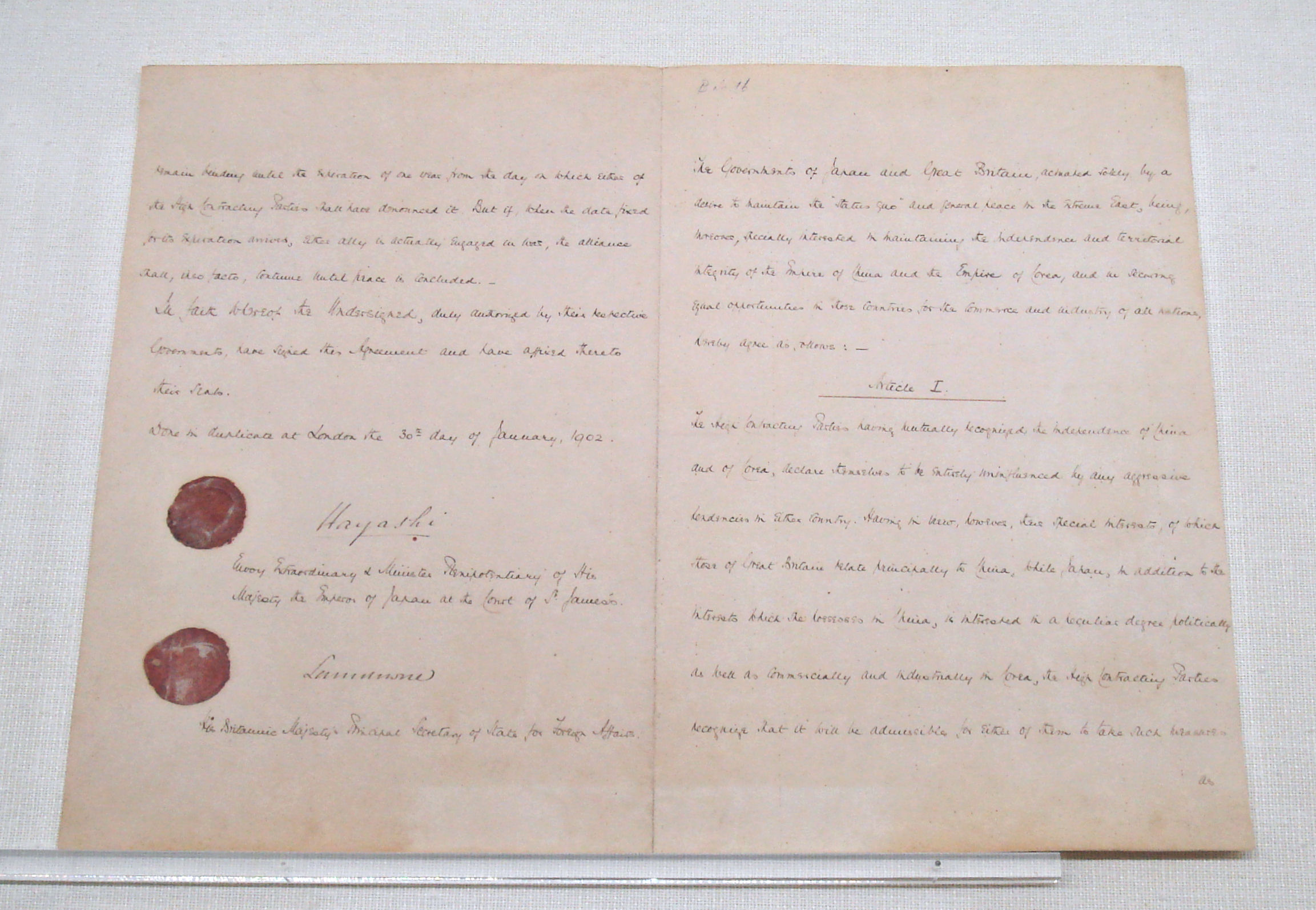
متن پیمان اتحاد بریتانیا و ژاپن

اتحاد ژاپن و بریتانیا (日英同盟) در تاریخ ۳۰ ژانویه ۱۹۰۲ میلادی در لندن منعقد گردید. طرفین این قرارداد لرد لندزدان (وزیر امور خارجه بریتانیا) و هایاشی تاداسو (سفیر ژاپن در بریتانیا) بودند. این پیمان موجب خاتمهٔ انزوای سیاسی بریتانیا شد. اتحاد میان این دو کشور دو بار تجدید گردید: یکبار در ۱۹۰۵ و دیگری در ۱۹۱۱ میلادی. این اتحاد سرانجام در ۱۹۲۳ رسماً به پایان رسید.